# Togaritensha togepterix
Togaritensha togepterix är en fjärilsart som beskrevs av Matsumura 1920. Togaritensha togepterix ingår i släktet Togaritensha och familjen tandspinnare. Inga underarter finns listade i Catalogue of Life.